# 18e étape du Tour d'Italie 2018
Pour un article plus général, voir Tour d'Italie 2018.
La 18e étape du Tour d'Italie 2018 se déroule le jeudi 24 mai 2018, entre Abbiategrasso et Prato Nevoso sur une distance de 196 km. Elle est remportée le coureur allemand Maximilian Schachmann, de l'équipe Quick-Step Floors. Le Britannique Simon Yates (Mitchelton-Scott) conserve la première place du classement général.

## Résultats

### Classement de l'étape
| \| Classement de l'étape \| Classement de l'étape \| Classement de l'étape \| Classement de l'étape \| Classement de l'étape \| \| Coureur \| Coureur \| Pays \| Équipe \| Temps \| \| --------------------- \| ---------------------- \| --------------------- \| ----------------------------- \| --------------------- \| \| 1er \| Maximilian Schachmann \| Allemagne \| Quick-Step Floors \| 4 h 55 min 42 s \| \| 2e \| Rubén Plaza \| Espagne \| Israel Cycling Academy \| + 10 s \| \| 3e \| Mattia Cattaneo \| Italie \| Androni Giocattoli-Sidermec \| + 16 s \| \| 4e \| Christoph Pfingsten \| Allemagne \| Bora-Hansgrohe \| + 1 min 10 s \| \| 5e \| Marco Marcato \| Italie \| UAE Team Emirates \| + 1 min 26 s \| \| 6e \| Michael Mørkøv \| Danemark \| Quick-Step Floors \| + 1 min 36 s \| \| 7e \| Viatcheslav Kouznetsov \| Russie \| Katusha-Alpecin \| + 1 min 52 s \| \| 8e \| Jos van Emden \| Pays-Bas \| LottoNL-Jumbo \| + 3 min 22 s \| \| 9e \| Alex Turrin \| Italie \| Wilier Triestina-Selle Italia \| + 3 min 29 s \| \| 10e \| Davide Ballerini \| Italie \| Androni Giocattoli-Sidermec \| + 5 min 09 s \| |                        |           |                               |                 |
| |                        |           |                               |                 |
| Source : ProCyclingStats |                        |           |                               |                 |
| Classement de l'étape |                        |           |                               |                 |
| Coureur | Coureur                | Pays      | Équipe                        | Temps           |
| 1er | Maximilian Schachmann  | Allemagne | Quick-Step Floors             | 4 h 55 min 42 s |
| 2e | Rubén Plaza            | Espagne   | Israel Cycling Academy        | + 10 s          |
| 3e | Mattia Cattaneo        | Italie    | Androni Giocattoli-Sidermec   | + 16 s          |
| 4e | Christoph Pfingsten    | Allemagne | Bora-Hansgrohe                | + 1 min 10 s    |
| 5e | Marco Marcato          | Italie    | UAE Team Emirates             | + 1 min 26 s    |
| 6e | Michael Mørkøv         | Danemark  | Quick-Step Floors             | + 1 min 36 s    |
| 7e | Viatcheslav Kouznetsov | Russie    | Katusha-Alpecin               | + 1 min 52 s    |
| 8e | Jos van Emden          | Pays-Bas  | LottoNL-Jumbo                 | + 3 min 22 s    |
| 9e | Alex Turrin            | Italie    | Wilier Triestina-Selle Italia | + 3 min 29 s    |
| 10e | Davide Ballerini       | Italie    | Androni Giocattoli-Sidermec   | + 5 min 09 s    |

### Points attribués
|   | Cycliste         | Pays     | Équipe                        | Points |
| - | ---------------- | -------- | ----------------------------- | ------ |
| 1 | Davide Ballerini | Italie   | Androni Giocattoli-Sidermec   | 8      |
| 2 | Giuseppe Fonzi   | Italie   | Wilier Triestina-Selle Italia | 4      |
| 3 | Jos van Emden    | Pays-Bas | Lotto NL-Jumbo                | 1      |

|   | Cycliste         | Pays     | Équipe                        | Points | Bonif |
| - | ---------------- | -------- | ----------------------------- | ------ | ----- |
| 1 | Davide Ballerini | Italie   | Androni Giocattoli-Sidermec   | 8      | 3 s   |
| 2 | Boy van Poppel   | Pays-Bas | Trek-Segafredo                | 4      | 2 s   |
| 3 | Giuseppe Fonzi   | Italie   | Wilier Triestina-Selle Italia | 1      | 1 s   |

| - Arrivée finale à Prato Nevoso (km 196) : \| \| Cycliste \| Pays \| Équipe \| Points \| Bonif \| \| -- \| ---------------------- \| --------- \| ----------------------------- \| ------ \| ----- \| \| 1 \| Maximilian Schachmann \| Allemagne \| Quick-Step Floors \| 15 \| 10 s \| \| 2 \| Rubén Plaza \| Espagne \| Israel Cycling Academy \| 12 \| 6 s \| \| 3 \| Mattia Cattaneo \| Italie \| Androni Giocattoli-Sidermec \| 9 \| 4 s \| \| 4 \| Christoph Pfingsten \| Allemagne \| Bora-Hansgrohe \| 7 \| \| \| 5 \| Marco Marcato \| Italie \| UAE Emirates \| 6 \| \| \| 6 \| Michael Mørkøv \| Danemark \| Quick-Step Floors \| 5 \| \| \| 7 \| Viatcheslav Kouznetsov \| Russie \| Katusha-Alpecin \| 4 \| \| \| 8 \| Jos van Emden \| Pays-Bas \| Lotto NL-Jumbo \| 3 \| \| \| 9 \| Alex Turrin \| Italie \| Wilier Triestina-Selle Italia \| 2 \| \| \| 10 \| Davide Ballerini \| Italie \| Androni Giocattoli-Sidermec \| 1 \| \| |                        |           |                               |        |       |
| | Cycliste               | Pays      | Équipe                        | Points | Bonif |
| 1 | Maximilian Schachmann  | Allemagne | Quick-Step Floors             | 15     | 10 s  |
| 2 | Rubén Plaza            | Espagne   | Israel Cycling Academy        | 12     | 6 s   |
| 3 | Mattia Cattaneo        | Italie    | Androni Giocattoli-Sidermec   | 9      | 4 s   |
| 4 | Christoph Pfingsten    | Allemagne | Bora-Hansgrohe                | 7      |       |
| 5 | Marco Marcato          | Italie    | UAE Emirates                  | 6      |       |
| 6 | Michael Mørkøv         | Danemark  | Quick-Step Floors             | 5      |       |
| 7 | Viatcheslav Kouznetsov | Russie    | Katusha-Alpecin               | 4      |       |
| 8 | Jos van Emden          | Pays-Bas  | Lotto NL-Jumbo                | 3      |       |
| 9 | Alex Turrin            | Italie    | Wilier Triestina-Selle Italia | 2      |       |
| 10 | Davide Ballerini       | Italie    | Androni Giocattoli-Sidermec   | 1      |       |

### Cols et côtes
|   | Cycliste            | Pays      | Équipe                        | Points |
| - | ------------------- | --------- | ----------------------------- | ------ |
| 1 | Giuseppe Fonzi      | Italie    | Wilier Triestina-Selle Italia | 3      |
| 2 | Davide Ballerini    | Italie    | Androni Giocattoli-Sidermec   | 2      |
| 3 | Christoph Pfingsten | Allemagne | Bora-Hansgrohe                | 1      |

|   | Cycliste               | Pays      | Équipe                      | Points |
| - | ---------------------- | --------- | --------------------------- | ------ |
| 1 | Maximilian Schachmann  | Allemagne | Quick-Step Floors           | 35     |
| 2 | Rubén Plaza            | Espagne   | Israel Cycling Academy      | 18     |
| 3 | Mattia Cattaneo        | Italie    | Androni Giocattoli-Sidermec | 12     |
| 4 | Christoph Pfingsten    | Allemagne | Bora-Hansgrohe              | 9      |
| 5 | Marco Marcato          | Italie    | UAE Emirates                | 6      |
| 6 | Michael Mørkøv         | Danemark  | Quick-Step Floors           | 4      |
| 7 | Viatcheslav Kouznetsov | Russie    | Katusha-Alpecin             | 2      |
| 8 | Jos van Emden          | Pays-Bas  | Lotto NL-Jumbo              | 1      |

## Classements à l'issue de l'étape

### Classement général
| \| Classement général \| Classement général \| Classement général \| Classement général \| Classement général \| \| Coureur \| Coureur \| Pays \| Équipe \| Temps \| \| ------------------ \| ------------------ \| ------------------ \| ------------------ \| ------------------ \| \| 1er \| Simon Yates \| Royaume-Uni \| Mitchelton-Scott \| 75 h 06 min 24 s \| \| 2e \| Tom Dumoulin \| Pays-Bas \| Team Sunweb \| + 28 s \| \| 3e \| Domenico Pozzovivo \| Italie \| Bahrain-Merida \| + 2 min 43 s \| \| 4e \| Christopher Froome \| Royaume-Uni \| Team Sky \| + 3 min 22 s \| \| 5e \| Thibaut Pinot \| France \| Groupama-FDJ \| + 4 min 24 s \| \| 6e \| Miguel Ángel López \| Colombie \| Astana \| + 4 min 54 s \| \| 7e \| Rohan Dennis \| Australie \| BMC Racing Team \| + 5 min 09 s \| \| 8e \| Pello Bilbao \| Espagne \| Astana \| + 5 min 54 s \| \| 9e \| Richard Carapaz \| Équateur \| Movistar Team \| + 5 min 59 s \| \| 10e \| Patrick Konrad \| Autriche \| Bora-Hansgrohe \| + 7 min 05 s \| |                    |             |                  |                  |
| |                    |             |                  |                  |
| Source : ProCyclingStats |                    |             |                  |                  |
| Classement général |                    |             |                  |                  |
| Coureur | Coureur            | Pays        | Équipe           | Temps            |
| 1er | Simon Yates        | Royaume-Uni | Mitchelton-Scott | 75 h 06 min 24 s |
| 2e | Tom Dumoulin       | Pays-Bas    | Team Sunweb      | + 28 s           |
| 3e | Domenico Pozzovivo | Italie      | Bahrain-Merida   | + 2 min 43 s     |
| 4e | Christopher Froome | Royaume-Uni | Team Sky         | + 3 min 22 s     |
| 5e | Thibaut Pinot      | France      | Groupama-FDJ     | + 4 min 24 s     |
| 6e | Miguel Ángel López | Colombie    | Astana           | + 4 min 54 s     |
| 7e | Rohan Dennis       | Australie   | BMC Racing Team  | + 5 min 09 s     |
| 8e | Pello Bilbao       | Espagne     | Astana           | + 5 min 54 s     |
| 9e | Richard Carapaz    | Équateur    | Movistar Team    | + 5 min 59 s     |
| 10e | Patrick Konrad     | Autriche    | Bora-Hansgrohe   | + 7 min 05 s     |

### Classement du meilleur jeune
| Classement du meilleur jeune | Classement du meilleur jeune | Classement du meilleur jeune | Classement du meilleur jeune | Classement du meilleur jeune |
| Coureur                      | Coureur                      | Pays                         | Équipe                       | Temps                        |
| ---------------------------- | ---------------------------- | ---------------------------- | ---------------------------- | ---------------------------- |
| 1er                          | Miguel Ángel López           | Colombie                     | Astana                       | 75 h 11 min 18 s             |
| 2e                           | Richard Carapaz              | Équateur                     | Movistar Team                | + 1 min 05 s                 |
| 3e                           | Ben O'Connor                 | Australie                    | Dimension Data               | + 2 min 51 s                 |
| 4e                           | Sam Oomen                    | Pays-Bas                     | Team Sunweb                  | + 4 min 10 s                 |
| 5e                           | Maximilian Schachmann        | Allemagne                    | Quick-Step Floors            | + 21 min 31 s                |
| 6e                           | Fausto Masnada               | Italie                       | Androni Giocattoli-Sidermec  | + 43 min 17 s                |
| 7e                           | Valerio Conti                | Italie                       | UAE Team Emirates            | + 47 min 30 s                |
| 8e                           | Jack Haig                    | Australie                    | Mitchelton-Scott             | + 53 min 34 s                |
| 9e                           | Matej Mohorič                | Slovénie                     | Bahrain-Merida               | + 54 min 06 s                |
| 10e                          | Felix Großschartner          | Autriche                     | Bora-Hansgrohe               | + 55 min 22 s                |

### Classement aux points
| Classement par points | Classement par points | Classement par points | Classement par points         | Classement par points |
| Coureur               | Coureur               | Pays                  | Équipe                        | Points                |
| --------------------- | --------------------- | --------------------- | ----------------------------- | --------------------- |
| 1er                   | Elia Viviani          | Italie                | Quick-Step Floors             | 290 pts               |
| 2e                    | Sam Bennett           | Irlande               | Bora-Hansgrohe                | 232 pts               |
| 3e                    | Davide Ballerini      | Italie                | Androni Giocattoli-Sidermec   | 119 pts               |
| 4e                    | Simon Yates           | Royaume-Uni           | Mitchelton-Scott              | 113 pts               |
| 5e                    | Sacha Modolo          | Italie                | EF Education First-Drapac     | 110 pts               |
| 6e                    | Marco Frapporti       | Italie                | Androni Giocattoli-Sidermec   | 109 pts               |
| 7e                    | Danny van Poppel      | Pays-Bas              | LottoNL-Jumbo                 | 107 pts               |
| 8e                    | Niccolò Bonifazio     | Italie                | Bahrain-Merida                | 93 pts                |
| 9e                    | Eugert Zhupa          | Albanie               | Wilier Triestina-Selle Italia | 64 pts                |
| 10e                   | Tom Dumoulin          | Pays-Bas              | Team Sunweb                   | 63 pts                |

### Classement du meilleur grimpeur
| Classement de la montagne | Classement de la montagne | Classement de la montagne | Classement de la montagne   | Classement de la montagne |
| Coureur                   | Coureur                   | Pays                      | Équipe                      | Points                    |
| ------------------------- | ------------------------- | ------------------------- | --------------------------- | ------------------------- |
| 1er                       | Simon Yates               | Royaume-Uni               | Mitchelton-Scott            | 91 pts                    |
| 2e                        | Giulio Ciccone            | Italie                    | Bardiani CSF                | 52 pts                    |
| 3e                        | Esteban Chaves            | Colombie                  | Mitchelton-Scott            | 47 pts                    |
| 4e                        | Thibaut Pinot             | France                    | Groupama-FDJ                | 46 pts                    |
| 5e                        | Christopher Froome        | Royaume-Uni               | Team Sky                    | 36 pts                    |
| 6e                        | Domenico Pozzovivo        | Italie                    | Bahrain-Merida              | 36 pts                    |
| 7e                        | Maximilian Schachmann     | Allemagne                 | Quick-Step Floors           | 35 pts                    |
| 8e                        | Fausto Masnada            | Italie                    | Androni Giocattoli-Sidermec | 35 pts                    |
| 9e                        | Valerio Conti             | Italie                    | UAE Team Emirates           | 33 pts                    |
| 10e                       | Matteo Montaguti          | Italie                    | AG2R La Mondiale            | 29 pts                    |

### Classements par équipes
| Classement par équipes | Classement par équipes | Classement par équipes | Classement par équipes |
| Équipe                 | Équipe                 | Pays                   | Temps                  |
| ---------------------- | ---------------------- | ---------------------- | ---------------------- |
| 1re                    | Sky                    | Royaume-Uni            | 225 h 43 min 32 s      |
| 2e                     | Astana                 | Kazakhstan             | + 8 min 17 s           |
| 3e                     | Mitchelton-Scott       | Australie              | + 19 min 15 s          |
| 4e                     | Bora-Hansgrohe         | Allemagne              | + 20 min 18 s          |
| 5e                     | Groupama-FDJ           | France                 | + 32 min 42 s          |
| 6e                     | AG2R La Mondiale       | France                 | + 42 min 25 s          |
| 7e                     | Movistar Team          | Espagne                | + 43 min 52 s          |
| 8e                     | Team Sunweb            | Allemagne              | + 50 min 04 s          |
| 9e                     | Dimension Data         | Afrique du Sud         | + 1 h 12 min 17 s      |
| 10e                    | UAE Team Emirates      | Émirats arabes unis    | + 1 h 12 min 49 s      |

| Classement par équipes | Classement par équipes | Classement par équipes | Classement par équipes |
| Équipe                 | Équipe                 | Pays                   | Temps                  |
| ---------------------- | ---------------------- | ---------------------- | ---------------------- |
| 1re                    | Sky                    | Royaume-Uni            | 225 h 43 min 32 s      |
| 2e                     | Astana                 | Kazakhstan             | + 8 min 17 s           |
| 3e                     | Mitchelton-Scott       | Australie              | + 19 min 15 s          |
| 4e                     | Bora-Hansgrohe         | Allemagne              | + 20 min 18 s          |
| 5e                     | Groupama-FDJ           | France                 | + 32 min 42 s          |
| 6e                     | AG2R La Mondiale       | France                 | + 42 min 25 s          |
| 7e                     | Movistar Team          | Espagne                | + 43 min 52 s          |
| 8e                     | Team Sunweb            | Allemagne              | + 50 min 04 s          |
| 9e                     | Dimension Data         | Afrique du Sud         | + 1 h 12 min 17 s      |
| 10e                    | UAE Team Emirates      | Émirats arabes unis    | + 1 h 12 min 49 s      |

| Classement par équipes aux points | Classement par équipes aux points | Classement par équipes aux points | Classement par équipes aux points |
| Équipe                            | Équipe                            | Pays                              | Points                            |
| --------------------------------- | --------------------------------- | --------------------------------- | --------------------------------- |

| Classement par équipes aux points | Classement par équipes aux points | Classement par équipes aux points | Classement par équipes aux points |
| Équipe                            | Équipe                            | Pays                              | Points                            |
| --------------------------------- | --------------------------------- | --------------------------------- | --------------------------------- |